# Mattinger Hänge

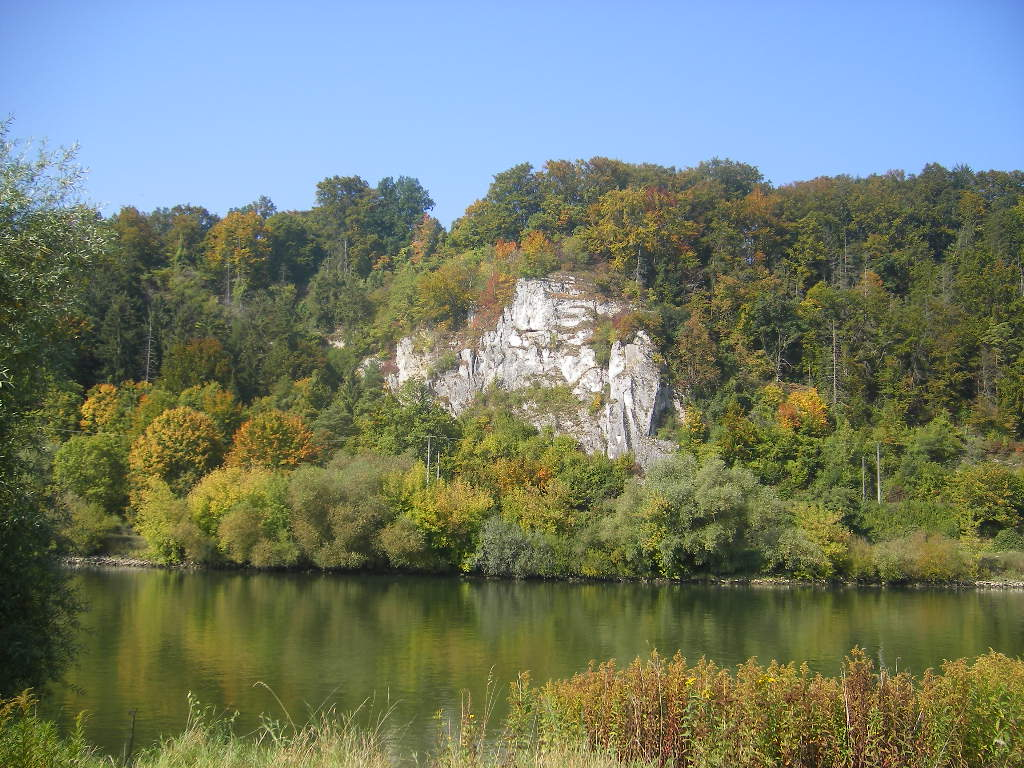
An den Mattinger Hängen (Teilausschnitt)

Die Mattinger Hänge sind ein ausgedehntes 55 Hektar großes Naturschutzgebiet in Bayern, und zwar im Bereich des nördlichsten Punktes der Donau, unmittelbar an das nördliche Ufer des Flusses angrenzend, wo die Donau in der Nähe von Regensburg, vor der Einmündung der Naab, die Strömungsrichtung von nordöstlicher in südöstliche Richtung wechselt.
Die Mattinger Hänge bilden den Prallhang des Flusses, der mit einer kilometerlangen Folge von zwanzig bis zu 50 Meter hohen Jurafelsen sehr sehenswert ist und eine Fülle geschützter Pflanzen und Kleintiere (so wurden 600 Schmetterlingsarten gesichtet) aufweist, während das gegenüberliegende Ufer des Flusses, mit dem Pentlinger Ortsteil Matting, flach ist. Die Felsen stellen einen Extremstandort dar, der von seltenen lichtbedürftigen und gleichzeitig trockenheitsertragenden Pflanzen wie der Pimpernuss besiedelt wird. Die Waldgebiete umfassen pilzreiche Orchideen – Buchenwälder, Eichen-Linden-Wälder und Kiefernwälder.
Die Mattinger Hänge  sind seit 1941 Schutzgebiet, obwohl die Bahnstrecke von Regensburg nach Ingolstadt unmittelbar daran entlangführt. Das Naturschutzgebiet beginnt östlich der zu Niederbayern gehörigen Kreisstadt Kelheim, wo der Ortsteil Lohstadt an die zum Landkreis Regensburg gehörige Gemeinde Sinzing stößt.
Touristisch ist das Gebiet wenig erschlossen, am Südufer der Donau erstreckt sich unmittelbar gegenüber den Mattinger Hängen zwischen Oberndorf und Pentling-Unterirading ein asphaltierter Radweg als Teil des Donauradwegs.
Vergleichbar ist das Gebiet der Mattinger Hänge mit dem Ensemble der Beuroner Felsen an der oberen Donau zwischen Tuttlingen und Sigmaringen.